# テレビ朝日のアナウンサー一覧
テレビ朝日のアナウンサー一覧（テレビあさひのアナウンサーいちらん）は、テレビ朝日 ビジネスソリューション本部 コンテンツ編成局 アナウンス部に所属するアナウンサーを一覧にしたものである。※はアナウンス部長経験者。

## アナウンス部 管理職
- 男性
  - 寺崎貴司（専任部長）
  - 飯村真一（専門部長）
  - 山口豊（次長）
  - 角澤照治（チーフ）
  - 坪井直樹（チーフ）
  - 平石直之（主任）
  - 小木逸平（主任）

- 女性
  - 大下容子（役員待遇[2]）
  - 下平さやか（担当部長）
  - 萩野志保子（チーフ）
  - 上山千穂（主任）
  - 野村真季（主任）
  - 武内絵美（主任）

## 現職アナウンサー
入社年順に表記。

### 男性
- 1985年 - 寺崎貴司（テレビ朝日アスク校長を兼務）
- 1989年 - 飯村真一
- 1992年 - 山口豊
- 1993年 - 角澤照治、坪井直樹
- 1997年 - 平石直之
- 1998年 - 小木逸平
- 2002年 - 清水俊輔、吉野真治
- 2004年 - 佐々木亮太
- 2007年 - 大西洋平、野上慎平
- 2009年 - 板倉朋希
- 2010年 - 菅原知弘、寺川俊平
- 2011年 - 斎藤康貴
- 2014年 - 草薙和輝
- 2015年 - 山木翔遥、山崎弘喜
- 2017年 - 井澤健太朗
- 2018年 - 柳下圭佑
- 2019年 - 仁科健吾、布施宏倖
- 2021年 - 駒見直音、佐々木快
- 2022年 - 武隈光希
- 2023年 - 所村武蔵
- 2025年 - 藤田大和

### 女性
- 1993年 - 大下容子
- 1995年 - 下平さやか
- 1996年 - 萩野志保子
- 1998年 - 上山千穂、野村真季
- 1999年 - 武内絵美
- 2002年 - 松尾由美子
- 2004年 - 上宮菜々子、堂真理子
- 2005年 - 久保田直子、矢島悠子
- 2006年 - 島本真衣
- 2008年 - 本間智恵、八木麻紗子
- 2010年 - 森葉子
- 2012年 - 久冨慶子（2025年5月末にて産休入り）
- 2013年 - 林美沙希、弘中綾香
- 2014年 - 山本雪乃
- 2015年 - 紀真耶、田中萌
- 2016年 - 桝田沙也香、森川夕貴（休職中）
- 2017年 - 林美桜、三谷紬
- 2018年 - 住田紗里
- 2019年 - 斎藤ちはる、下村彩里
- 2020年 - 安藤萌々、佐藤ちひろ、渡辺瑠海
- 2021年 - 田原萌々、森山みなみ
- 2022年 - 鈴木新彩
- 2023年 - 荒井理咲子
- 2024年 - 松岡朱里、三山賀子
- 2025年 - 浦林凜、佐々木若葉、宮本夢羅

## 元アナウンサー
入社年順に表記

### 他部署へ異動
丸かっこ内の数字はアナウンス部在籍期間。
男性
- 1990年
  - 国吉伸洋（ - 2004年、報道局経済部）
- 1991年
  - 真鍋由（ - 2010年、報道局社会部記者※宮内庁担当）
- 1994年
  - 小久保知之進（ - 2001年・2004年 - 2010年、広報局宣伝部）
  - 中山貴雄（ - 2015年、総合編成局）
- 1996年
  - 川島淳（ - 2003年・2007年 - 2011年、総合編成局）
  - 古澤琢（ - 2012年、広報局）
- 1997年
  - 勝田和宏（ - 2012年、報道局社会部）
- 1998年
  - 小松靖（ - 2024年1月、ANNニューヨーク支局）[3]
- 1999年
  - 進藤潤耶（ - 2021年、報道局経済部）
  - 中丸徹（ - 2005年、ANNニューヨーク支局長）
- 2000年
  - 櫻井健介（ - 2008年、スポーツ局）
- 2001年
  - 安西陽太（ - 2003年、報道局）
- 2006年
  - 加藤泰平（ - 2022年、総合編成局。2017年から2022年までスポーツ局兼務）
- 2020年
  - 佐々木一真（ - 2024年、報道局政治部）

女性
- 1986年
  - 木下智佳子（ - 2003年、テレビ朝日福祉文化事業団）
- 1990年
  - 佐藤紀子（ - 2004年、人事局）
- 1992年
  - 岡田真由子（ - 1995年、総務局総務部）
  - 岡田洋子（ - 2008年、総合編成局）
- 1995年
  - 高橋真紀子（ - 2011年、総合ビジネス局契約著作権部。夫はアナウンサーの坪井直樹）
- 1997年
  - 川北桃子（ - 2004年、コンテンツ編成局動画制作部。チーフプロデューサー）
- 2001年
  - 村上祐子（ - 2015年、報道局）- 『朝まで生テレビ!』の司会を異動後も継続
- 2003年
  - 市川寛子（ - 2019年、広報局広報部）
- 2015年
  - 池谷麻依（ - 2019年、コンテンツ編成局宣伝部）
- 2018年
  - 並木万里菜（ - 2024年、報道局社会部）

### 退職者・物故者
丸かっこ内の数字はNETテレビ→テレビ朝日の在籍期間。特記事項の無い人物は主にフリーアナウンサーやニュースキャスター、司会者、タレントとして活動している。●は故人で、アナウンサーとしての在職中に急逝した人物を含む。

#### 男性
- 1959年
  - 大沢竜樹●（ - 1995年、2018年に死去）
  - 押阪忍●（ - 1971年、フリーアナ、芸能・アナウンサープロダクション『エス・オー・プロモーション』代表取締役会長。2024年6月に死去）
  - 奈良和※●（元九州朝日放送、 - 1994年、1995年に死去。実弟は元TBSアナウンサーの奈良陽）
  - 馬場雅夫※●（元新日本放送（現：毎日放送）、演芸・競輪評論家。1993年に死去）
  - 山形定房●（元NHK、2022年に死去）
- 1961年
  - 青木克博（元毎日放送）
  - 神田秀一（元九州朝日放送、 - 1995年、皇室ジャーナリスト、桜美林大学兼任講師→非常勤講師）
  - 棟方宏一●（2019年に死去[4]）
  - 吉岡晋也●（元NHK、2005年に死去）
- 1962年
  - 舟橋慶一（ - 1995年、NPO法人『エコです環境応援団』副理事長、1995年 - 2002年に秋田朝日放送（秋田県内に所在する系列局）代表取締役社長）
- 1963年
  - 三好康之●（2009年に死去）
- 1964年
  - 北村元（ - 2001年、フリージャーナリスト、2001年 - 2004年までウェスタンシドニー大学名誉客員研究員）
- 1965年
  - 横舘英雄※●（ - 1996年、岩手朝日テレビ（出身地の岩手県内に所在する系列局）へ出向した後、母校の法政大学自主マスコミ講座講師を務めていた。2024年に死去）
- 1970年
  - さとう一声（ - 1987年、フリーアナウンサー、リポーター、ラジオパーソナリティー[5][6]。坂東まちづくり代表取締役社長（在任期間 2016年 - 2017年）[7][8][9]。2011年東京都文京区議会議員選挙に出馬（落選）[10]）
  - 東出甫●（ - 2006年、2018年に死去[4]）
- 1971年
  - 高井正憲（ - 2008年[11]、※2004年に番組審査室へ異動、定年退職後フリーアナウンサー、社会福祉法人『テレビ朝日福祉文化事業団』事務局長[12]）
  - 銅谷志朗●（元山陽放送、 - 1991年、フリーアナウンサー、相撲ジャーナリスト、東京相撲記者クラブ会友。2018年に死去[13]）
  - 三浦智和
- 1973年
  - 山崎正※●（元仙台放送→中京テレビ、 - 2004年、相撲評論家、東京相撲記者クラブ会友。2023年6月に死去）
- 1974年
  - 石橋幸治（ - 2011年）
- 1975年
  - 太田真一（元NHK、1996年 - 2007年まで山梨学院大学助教授→教授）
- 1977年
  - 佐々木正洋（ - 2012年、妻は元フジテレビアナウンサーの古賀万紀子）
  - 戸谷光照（ - 2014年、※1980年代前半に他部署へ異動）
  - 古舘伊知郎（ - 1984年、2004年4月 - 2016年3月まで『報道ステーション』メインキャスター）
  - 吉澤一彦（ - 2015年）
  - 渡辺宜嗣（ - 2014年）
- 1980年
  - 保坂正紀（ - 2023年、※1999年に他部署へ異動）
  - 松苗慎一郎※（ - 2017年、※2010年に他部署へ異動。テレビ朝日アスク代表取締役社長）
- 1982年
  - 朝岡聡（ - 1995年）
  - 森下桂吉（ - 2022年）
- 1983年
  - 辻よしなり（ - 2000年）
- 1984年
  - 田畑祐一（ - 2025年）
  - 藤井暁（ - 2023年、※2011年に他部署へ異動。2023年よりテレビ朝日アスクへ転籍し、2025年までシニアマネージャーを務めた[14]）
- 1986年
  - 松井康真（ - 2023年、※2011年に他部署へ異動。アナウンサー時代から模型への造詣が深いことを背景に、定年退職後の2024年3月に、タミヤの模型史研究顧問へ就任）
- 1987年
  - 大熊英司（ - 2020年、2020年6月30日付で退社。翌7月1日付でシグマ・セブン所属[15]）
- 1988年
  - 田原浩史（ - 2025年、※2019年に総務局へ異動）
- 1995年
  - 西脇亨輔（ - 2023年、元妻は元アナウンサーの村上祐子、※入社前（東京大学法学部への在学中）に司法試験の合格を経て司法修習を受けていたため、2007年以降は総務局法務部に在籍。2010年の弁護士登録を機に、桃尾・松尾・難波法律事務所へ所属していたが、翌2011年から法務部に復帰していた。2023年の退職を機に、西脇亨輔法律事務所を開所）
- 1999年
  - 富川悠太（ - 2022年、※2022年からトヨタ自動車（出身地の愛知県内に所在する自動車会社）へ移籍したことを機に、「トヨタイムズ」（同社の広報動画コンテンツ）のキャスターを担当）
- 2003年
  - 川松真一朗（ - 2011年、人間学の勉強会『川松塾』主宰。2013年より自民党東京都議会議員）
- 2005年
  - 中村昭治●（ - 2009年、スポーツ局への異動を経て、2009年からテレビ金沢（出身地の石川県内に所在する日本テレビ系列のフルネット局）のアナウンサーに転じていたが、在職中の2010年に死去[16]）
- 2009年
  - 三上大樹●（ - 2024年、在職中に死去[17]）
- 明海健●（元日本短波放送（現：ラジオNIKKEI）、2008年に死去[4]）
- 榎本猛（元NHK→RKB毎日放送）
- 中野好明（元新潟総合テレビ、テレビ東京へ移籍後、フリーのスポーツレポーター）
- 中村直弘（のちに皇室担当の解説委員を歴任）
- 松林尚※●（母校の國學院大學評議員、日本会議東京都・世田谷・目黒支部、副支部長。2024年に死去）

#### 女性
- 1959年
  - 内田則子（開局時に新卒で入社した女性アナウンサー第1号）
- 1961年
  - 光森和子
- 1963年
  - 軽部和子（夫は元フジテレビアナウンサーの露木茂）
- 1972年
  - 堀越むつ子※（ - 2011年、元テレビ朝日取締役。元テレビ朝日アスク代表取締役社長）
- 1973年
  - 中村紀子（ - 1976年、実業家）
- 1974年
  - 小林一枝（ - 2011年、テレビ朝日放送番組審議会事務局担当部長）
  - 斉藤みどり
- 1977年
  - 伊福保子（フリーアナウンサー）
  - 中里雅子（ナレーター）
  - 南美希子（ - 1986年、フリーアナウンサー、タレント、女優、エッセイスト、東京女学館大学客員教授）
  - 宮嶋泰子（ - 2015年、テレビ朝日スポーツコメンテーター）
- 1978年
  - 西田百合子
- 1979年
  - 中川由美子（弁護士、現姓・日吉）
- 1981年
  - 小宮悦子（ - 1991年、フリーアナウンサー、名古屋外国語大学客員教授）
  - 迫文代（フリーアナウンサー、テレビリポーター）
  - 坪内純子
  - 野崎由美子（ - 1985年、フリーアナウンサー、歌手・作詞家）
  - 原麻里子（報道局ディレクターに異動後、フリーアナウンサー、社会人類学者・慶應義塾大学講師）
  - 廣瀬雅子（ - 1987年、アナウンススクール講師。夫は元テレビ朝日アナウンサーの吉澤一彦）
- 1984年
  - 佐藤仁美（ - 2020年、現姓・鈴木。1992年に他部署へ異動）
  - 山口容子（ - 1991年、フリーアナウンサー）
- 1985年
  - 上田結香
  - 川瀬眞由美（ - 2022年、番組審議室へ異動後に退職）
- 1986年
  - 曽根かおる（ - 1996年、現姓・根本。国際連合広報センター東京所長）
  - 雪野智世（ - 1995年、フリーアナウンサー）
- 1987年
  - 渡辺由佳（ - 1993年、フリーアナウンサー）
- 1988年
  - 田中真理子（ - 2000年）
- 1989年
  - 篠田潤子（ - 1993年、フリーアナウンサー、心理学者・東京通信大学教授）
  - 田中滋実（ - 1999年、アナウンススクール講師）
- 1991年
  - 日下千帆（ - 1997年、マナー講師、フリーアナウンサー）
- 1993年
  - 丸川珠代（ - 2007年、元自民党参議院議員）
- 1994年
  - 野村華苗（ - 2003年）
- 1996年
  - 吉元潤子（ - 2002年）
- 1998年
  - 徳永有美（ - 2005年、ウッチャンナンチャンの内村光良（現在の夫）と結婚、退社。2018年10月より『報道ステーション』メインキャスター）
- 1999年
  - 龍円愛梨（ - 2011年、退社後、アメリカ・カリフォルニア州へ留学。2017年から都民ファーストの会所属の東京都議会議員）
- 2000年
  - 石井希和（ - 2012年、フリーアナウンサー）
  - 佐分千恵（ - 2016年、総務局に異動したのち退社。夫は渋谷区区長（2015年4月 - ）の長谷部健）
- 2001年
  - 河野明子（ - 2009年、プロ野球選手（当時）の井端弘和と結婚、退社）
- 2003年
  - 大木優紀（ - 2021年、会社員）
  - 前田有紀（ - 2013年、フラワーアーティスト[18]）
- 2007年
  - 小川彩佳（ - 2019年、フリーアナウンサー）
- 2008年
  - 竹内由恵（ - 2019年、フリーアナウンサー）
- 2009年
  - 宇賀なつみ（ - 2019年、フリーアナウンサー）
  - 加藤真輝子（ - 2024年）
- 2011年
  - 青山愛（ - 2017年、国連難民高等弁務官事務所（UNHCR）職員）
- 2012年
  - 宇佐美佑果（ - 2017年、実業家（株式会社DEW代表））
- 松浦淑恵（NHK 岡山放送劇団、民放3局（山陽放送、TBSテレビ、テレビ朝日）の開局にアナウンサーとして参加）
- 亀谷慶子
- 服部将子
- 水野厚子
- 加藤敬子（NPO法人朗読講師）

## 関連人物

### アナウンス部長
- 山本清 - 現職。前コンテンツビジネス局ライツプロデュース部長。

歴代のアナウンス部長
- 長英太郎 - 他部署出身。

### 局契約
- 木島則夫（1964年 - 1968年） - 元NHKアナウンサー。『木島則夫モーニングショー』初代キャスター。降板後日本テレビ放送網へ移籍。
- 溝口泰男（1969年 - 1986年） - 雑誌記者を経て専属キャスター。『溝口泰男モーニングショー』のメインキャスターを務める。
- 美里美寿々（1986年 - 1994年） - 元フジテレビジョンアナウンサー。1994年の契約解消後はTBSに移籍。
- 小島一慶（1989年 - 1991年） - 元TBSアナウンサー。契約解除後はフリーとして古巣のTBSなどに出演。2020年4月23日、死去[19]。
- 千田正穂（1989年 - 1991年ごろ） - 元NHKアナウンサー。ホリプロから出向。
- 畑恵（1989年 - 1992年） - 元NHKアナウンサー。のちに参議院議員を経て、作新学院理事長。
- 渡辺宜嗣（社員として1977年 - 2014年。定年後も2023年まで、嘱託職員に当たるテレビ朝日専属ニュースキャスターを務めた。）
- 大越健介（2021年 - ） - 元NHK報道部記者。定年退職後に専属キャスター契約を結び、『報道ステーション』メインキャスターを務める。

### 系列局からの出向
- 小椋克己（1967年 - 1968年） - 当時高知放送（当時はNNN主体のオープンネット）アナウンサー。『木島則夫モーニングショー』アシスタントキャスターとして出向
- 村田好夫（1993年 - 1995年） - 当時朝日放送テレビアナウンサーで、『ステーションEYE』土曜・日曜版キャスターとして出向
- 堀江政生（2002年 - 2003年） - 朝日放送テレビアナウンサーで、『ANNスーパーJチャンネル』土曜・日曜版キャスターとして出向
- 赤江珠緒（2003年 - 2006年） - 当時朝日放送テレビアナウンサー（左記の期間に同局東京支社勤務）で、『スーパーモーニング』に出演。2007年からフリーアナウンサー。